# サルコーニ
サルコーニ（イタリア語: Sarconi）は、イタリア共和国バジリカータ州ポテンツァ県にある、人口約1,400人の基礎自治体（コムーネ）。

## 地理

### 位置・広がり

#### 隣接コムーネ
隣接するコムーネは以下の通り。
- カステルサラチェーノ
- グルメント・ノーヴァ
- モリテルノ
- スピノーゾ